# Секвенция о святой Евлалии
Секвенция о святой Евлалии (фр. Séquence de sainte Eulalie) — агиографическое сочинение конца IX века, древнейший литературный текст на французском языке (старофранцузский период). Обнаружено в 1837 году, в одной рукописи с древневерхненемецкой «Песнью о Людовике» (нем. Ludwigslied), немецким поэтом Фаллерслебеном.
Поэма повествует о мученичестве юной христианки во имя правой веры. Святая Евлалия из Мериды была девушкой 12-14 лет, убитой в Эмерите (ныне Мерида в Испании) при Диоклетиане около 304 года. В поэме император Максимиан подвергает её пыткам, приказывает сжечь её заживо, а когда она чудесным образом остается живой, отсечь ей голову. Евлалия возносится на небо в облике голубки.
Написана, вероятно, в 80-е годы IX века в Сент-Аман-лез-О на основе пикардско-валлонского наречия. По форме имитирует латинскую секвенцию. Источниками сюжета послужили гимн Пруденция и мартирология Беды Достопочтенного.
«Секвенцию» перевел на русский язык В. М. Лурье.